# Larry Kusche

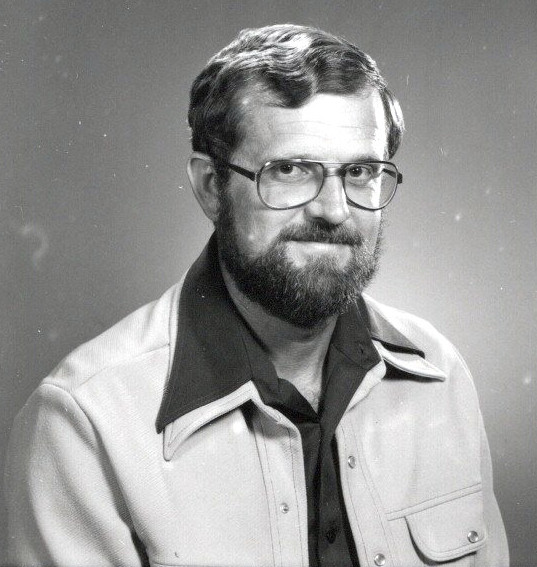
Larry Kusche (1975)

Lawrence David „Larry“ Kusche (* 1. November 1940 in Racine, Wisconsin) ist ein US-amerikanischer Pilot, Fluglehrer, Bibliothekar und Sachbuchautor.

## Leben und Werk
Kusche wuchs in Phoenix (Arizona) auf. Er war zunächst als Pilot und Fluglehrer aktiv. Danach betätigte Kusche sich als Bibliothekar.
Kusche widmete sich der Erforschung des Bermudadreieck-Phänomens, in denen er ausführt, dass es kein Rätsel im Bermudadreieck gibt. Seine Fachbücher The Bermuda Triangle Mystery – Solved und The Disappearance of Flight 19 gelten als Standardwerke auf dem Gebiet der Erforschung des Bermudadreieck-Phänomens im Allgemeinen und des legendären Verschwindens der fünf Flugzeuge des Flight 19 im Besonderen.
Aufgrund dieser Werke wurde er zum „Fellow“ der CSI ernannt.